# Mastic (imprimerie)
Pour les articles homonymes, voir Mastic.
Mastic est un terme de typographie désignant le placement erroné de certains caractères, lignes, ou paragraphes entiers. Il peut s'agir d'une inversion de lettres, de blocs de caractères ou d'une autre erreur de placement.

## Historique
Le mot est apparu au XIXe siècle, en liaison avec l'évolution des techniques et, en particulier, des linotypes, avec lesquelles on peut avoir des interversions ou des retournements de lignes entières.

## Exemples
- Inversion de deux caractères : « Les mots sont les signes de nos idées », devient « Les mots sont les singes de nos idées » (inversion des lettres « g » et « n »).
- Bloc de caractères déplacé ou retourné.

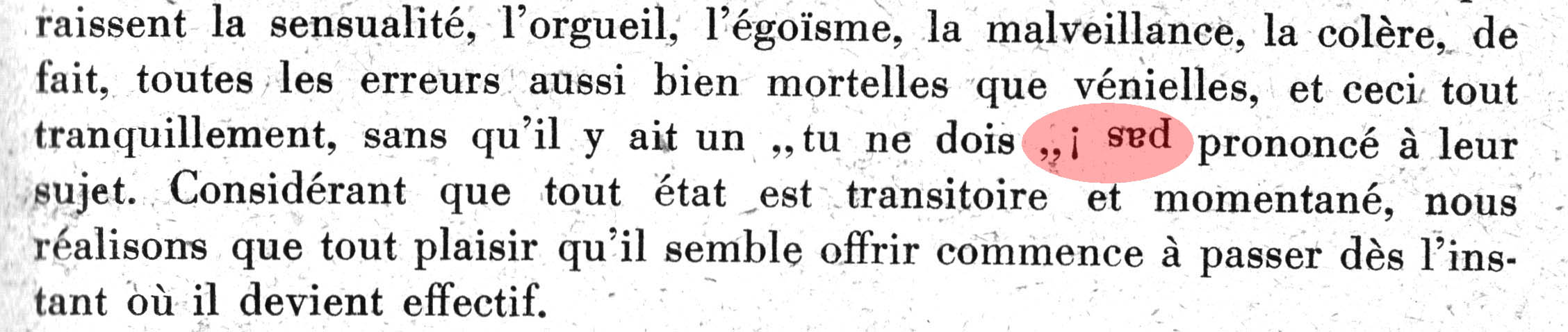
Un bloc de caractères est imprimé tête-bêche (vers 1950).

- Ligne fautive replacée en même temps que la ligne corrigée.

## Correction
Le signe de correction conventionnel pour rectifier une inversion est le vertatur.